# Ian Coury
Ian Reis Coury (Brasília, 4 de fevereiro de 2002) é um bandolinista e compositor brasileiro.
Músico versátil, explora diversos gêneros como choro, MPB, samba, world music e jazz.
Já dividiu o palco com grandes músicos reconhecidos internacionalmente, como Paquito D’Rivera, Cláudio Roditi, Hamilton de Holanda, Armandinho Macedo, Toninho Horta, Manassés de Sousa, dentre outros.

## Biografia
Desde criança demonstrou interesse em aprender a tocar um instrumento, tendo começado as aulas de bateria e guitarra com apenas sete anos de idade, passando depois para cavaquinho, por ser mais adequado ao seu tamanho.
Um ano depois se apaixonou pelo bandolim, quando conheceu o instrumento em um show de Armandinho Macedo no Clube do Choro de Brasília.
Não demorou muito e Ian ganhou seu primeiro bandolim de oito cordas, tendo aulas com o professor Marcelo Lima, da Escola de Choro Raphael Rabello. O gênero musical escolhido para iniciar seu aprendizado foi o Choro.
Suas principais influências foram os bandolinistas Hamilton de Holanda, Armandinho Macedo e Jacob do Bandolim.
Ainda muito jovem começou a se apresentar com seu bandolim, e quando  tinha 11 anos de idade subiu ao palco com seu grande ídolo, o bandolinista Hamilton de Holanda. E dois anos depois, por influência dele, Ian trocou o tradicional bandolim de oito cordas pelo de dez cordas.
Seu primeiro show solo foi com doze anos de idade, no Clube do Choro de Brasília, no Projeto João Donato 80 Anos, em homenagem a este grande compositor.
Aos dezoito anos de idade lançou seu primeiro single, com a música de sua autoria "História de Vida", com as participações de Michael Pipoquinha e Renato Galvão.
Seu primeiro álbum, intitulado "Bora Brasil", foi lançado em 2022 com repertório diversificado de MPB, frevo e samba, com músicas autorais e releituras de composições de artistas brasileiros consagrados, como Gilberto Gil, João Bosco e das bandas Fundo de Quintal e O Rappa.
Atualmente está residindo em Boston, nos Estados Unidos, cursando mestrado em "Performance Contemporânea: Concentração em Jazz Global" na prestigiada Berklee College of Music. Nesta mesma universidade ele fez o curso de graduação em "Escrita e Produção Contemporânea".
Ian Coury já se apresentou em diversos shows no Brasil, incluindo cidades como Brasília, Belo Horizonte e São Paulo. Também participou de vários shows e festivais nos Estados Unidos, divulgando a música brasileira, nas cidades de Boston, Nova Iorque e Filadélfia.

## Livro "O Menino do Bandolim"
A trajetória de Ian Coury, da infância até o início da sua carreira musical, serviu de inspiração e foi tema do livro infantil “O Menino do Bandolim”, escrito por José Carlos Peliano, com apresentação do guitarrista Nelson Faria e prefácio do multi-instrumentista Armandinho Macedo.
São 32 páginas ilustradas, lançado em 2021 pela Editora Patuá, de São Paulo.

## Reconhecimentos e prêmios
- 2014: Mérito Artístico e Cultural, concedido pela Academia Brasileira de Ciências, Artes, História e Literatura.
- 2015: Destaque Musical, concedido pela Academia Brasileira de Ciências, Artes, História e Literatura.
- 2016: Moção de Louvor pelo Dia do Músico, pela Câmara Legislativa do Distrito Federal.
- 2020: Melhor Intérprete Instrumental no 12º Festival de Música da Rádio Nacional FM, com a execução de sua música “Me Deixa”.[11][12][13]
- 2021: 2º lugar na categoria Público Geral no eFestival Instrumental, com a música "Bora Brasil", de sua autoria.[14]
- 2022: Prêmio em reconhecimento a realizações excepcionais do Departamento de Cordas da Universidade Berklee College of Music, em Boston - EUA.

## Discografia
- 2020: Single "Me Deixa", música de Ian Coury, com participação de Michael Pipoquinha e Renato Galvão.
- 2022: CD "Bora Brasil", com músicas de Ian Coury, João Bosco, Gilberto Gil, Fundo de Quintal e O Rappa, com participação de Pedro Miranda, Felipe Viegas, Renato Galvão e Juninho Alvarenga.